# ريد هوف
ريد هوف (بالإنجليزية: Red Hoff)‏ هو لاعب كرة قاعدة أمريكي، ولد في 8 مايو 1891 في أوسينينغ في الولايات المتحدة، وتوفي في 17 سبتمبر 1998 في دايتونا بيتش في الولايات المتحدة.

## وصلات خارجية
- ريد هوف على موقعبيزبول رفرنس.كوم (الدوري الرئيسي) (الإنجليزية)
- ريد هوف على موقعبيزبول رفرنس.كوم (الدوري الثانوي) (الإنجليزية)
- ريد هوف على موقع جمعية أبحاث البيسبول الأمريكية (الإنجليزية)
- ريد هوف على موقع إي إس بي إن.كوم (أم.أل.بي) (الإنجليزية)